# بايتشنغ
بايتشنغ (بالصينية: 白城市) هي مدينة على مستوى محافظة، في جمهورية الصين الشعبية، تتبع جيلين، رمزها البريدي هو 137000. تحدها منغوليا الداخلية من الشمال والغرب، وهيلونغجيانغ من الشرق والشمال الشرقي. في تعداد عام ٢٠١٠، بلغ عدد سكان منطقتها الإدارية البالغة ٢٥,٦٨٣ كيلومترًا مربعًا (٩,٩١٦ ميلًا مربعًا) ٢٠٣٣,٠٥٨ نسمة.

## المناخ
يظهر الجدول التالي التغييرات المناخية على مدار السنة لبايتشنغ:
| البيانات المناخية لـبايتشنغ        | البيانات المناخية لـبايتشنغ | البيانات المناخية لـبايتشنغ | البيانات المناخية لـبايتشنغ | البيانات المناخية لـبايتشنغ | البيانات المناخية لـبايتشنغ | البيانات المناخية لـبايتشنغ | البيانات المناخية لـبايتشنغ | البيانات المناخية لـبايتشنغ | البيانات المناخية لـبايتشنغ | البيانات المناخية لـبايتشنغ | البيانات المناخية لـبايتشنغ | البيانات المناخية لـبايتشنغ | البيانات المناخية لـبايتشنغ |
| الشهر                              | يناير                       | فبراير                      | مارس                        | أبريل                       | مايو                        | يونيو                       | يوليو                       | أغسطس                       | سبتمبر                      | أكتوبر                      | نوفمبر                      | ديسمبر                      | المعدل السنوي               |
| ---------------------------------- | --------------------------- | --------------------------- | --------------------------- | --------------------------- | --------------------------- | --------------------------- | --------------------------- | --------------------------- | --------------------------- | --------------------------- | --------------------------- | --------------------------- | --------------------------- |
| الدرجة القصوى °م (°ف)              | 5.9 (42.6)                  | 12.8 (55.0)                 | 24.3 (75.7)                 | 31.2 (88.2)                 | 38.1 (100.6)                | 38.6 (101.5)                | 37.3 (99.1)                 | 37.7 (99.9)                 | 31.7 (89.1)                 | 29.8 (85.6)                 | 17.5 (63.5)                 | 7.2 (45.0)                  | 38.6 (101.5)                |
| متوسط درجة الحرارة الكبرى °م (°ف)  | −9.1 (15.6)                 | −4.1 (24.6)                 | 4.3 (39.7)                  | 14.9 (58.8)                 | 22.5 (72.5)                 | 26.9 (80.4)                 | 28.5 (83.3)                 | 27.2 (81.0)                 | 21.7 (71.1)                 | 13.0 (55.4)                 | 1.3 (34.3)                  | −6.9 (19.6)                 | 11.7 (53.0)                 |
| المتوسط اليومي °م (°ف)             | −16.4 (2.5)                 | −11.7 (10.9)                | −2.7 (27.1)                 | 7.6 (45.7)                  | 15.7 (60.3)                 | 20.9 (69.6)                 | 23.4 (74.1)                 | 21.5 (70.7)                 | 14.9 (58.8)                 | 6.0 (42.8)                  | −5.1 (22.8)                 | −13.6 (7.5)                 | 5.0 (41.1)                  |
| متوسط درجة الحرارة الصغرى °م (°ف)  | −22.4 (−8.3)                | −18.3 (−0.9)                | −10.1 (13.8)                | −0.1 (31.8)                 | 8.2 (46.8)                  | 14.8 (58.6)                 | 18.3 (64.9)                 | 16.0 (60.8)                 | 8.4 (47.1)                  | −0.3 (31.5)                 | −10.6 (12.9)                | −19.0 (−2.2)                | −1.3 (29.7)                 |
| أدنى درجة حرارة °م (°ف)            | −38.1 (−36.6)               | −30.3 (−22.5)               | −26.0 (−14.8)               | −13.6 (7.5)                 | −4.4 (24.1)                 | 3.7 (38.7)                  | 8.7 (47.7)                  | 7.1 (44.8)                  | −2.9 (26.8)                 | −19.6 (−3.3)                | −29.3 (−20.7)               | −35.1 (−31.2)               | −38.1 (−36.6)               |
| الهطول مم (إنش)                    | 0.5 (0.02)                  | 1.2 (0.05)                  | 4.5 (0.18)                  | 13.7 (0.54)                 | 27.6 (1.09)                 | 80.8 (3.18)                 | 130.6 (5.14)                | 82.0 (3.23)                 | 37.3 (1.47)                 | 15.4 (0.61)                 | 3.2 (0.13)                  | 1.6 (0.06)                  | 398.4 (15.7)                |
| متوسط أيام هطول الأمطار (≥ 0.1 mm) | 1.4                         | 2.0                         | 2.9                         | 3.9                         | 6.8                         | 11.3                        | 12.5                        | 10.5                        | 7.4                         | 4.0                         | 2.6                         | 2.5                         | 67.8                        |
| المصدر:                            |                             |                             |                             |                             |                             |                             |                             |                             |                             |                             |                             |                             |                             |

## التقسيمات الإدارية
- Taobei, Baicheng [الإنجليزية]‏
- Zhenlai County [الإنجليزية]‏
- Tongyu County [الإنجليزية]‏
- Taonan [الإنجليزية]‏
- دآن، جيلين.